# Патерна-дель-Кампо
Патерна-дель-Кампо (ісп. Paterna del Campo) — муніципалітет в Іспанії, у складі автономної спільноти Андалусія, у провінції Уельва. Населення — 3745 осіб (2010).
Муніципалітет розташований на відстані близько 410 км на південний захід від Мадрида, 50 км на схід від Уельви.
На території муніципалітету розташовані такі населені пункти: (дані про населення за 2010 рік)
- Патерна-дель-Кампо: 3675 осіб
- Тухена: 70 осіб

## Демографія
Динаміка населення (INE ):